# Trudy Späth-Schweizer
Trudy Späth-Schweizer, född 1908, död 1990, var en schweizisk politiker. Hon var ledamot i borgarrådet i Riehen 1958–1974. Hon valdes sedan lokal rösträtt för kvinnor hade införts i hennes kanton. Hon var den första kvinnan som valdes till ett politiskt ämbete i Schweiz. 